# Часовня Уиндлшоу
Часовня Уиндлшоу (англ. Windleshaw Chantry) — расположена в Великобритании на территории старой части городского кладбища в городе Сент-Хеленс (англ. St Helens Borough Cemetery), графство Мерсисайд (Merseyside), открыта 21 июня 1415 года.

## Строительство Часовни
Часовня Уиндлшоу в Сент-Хеленсе была официально открыта 21 июня 1415 года, а не в 1435 году, как считалось ранее. Часовня Уиндлшоу расположенная на небольшом кладбище, прилегающем к городскому кладбищу Сент-Хеленс, и является одним из старейших зданий в этом районе. Уиндлшоу была построена сэром Томасом Джерардом, лордом усадеб Брин и Уиндл в качестве домашней церкви, и была посвящена покровителю семьи Джерардов, святому Томасу Кентерберийскому.

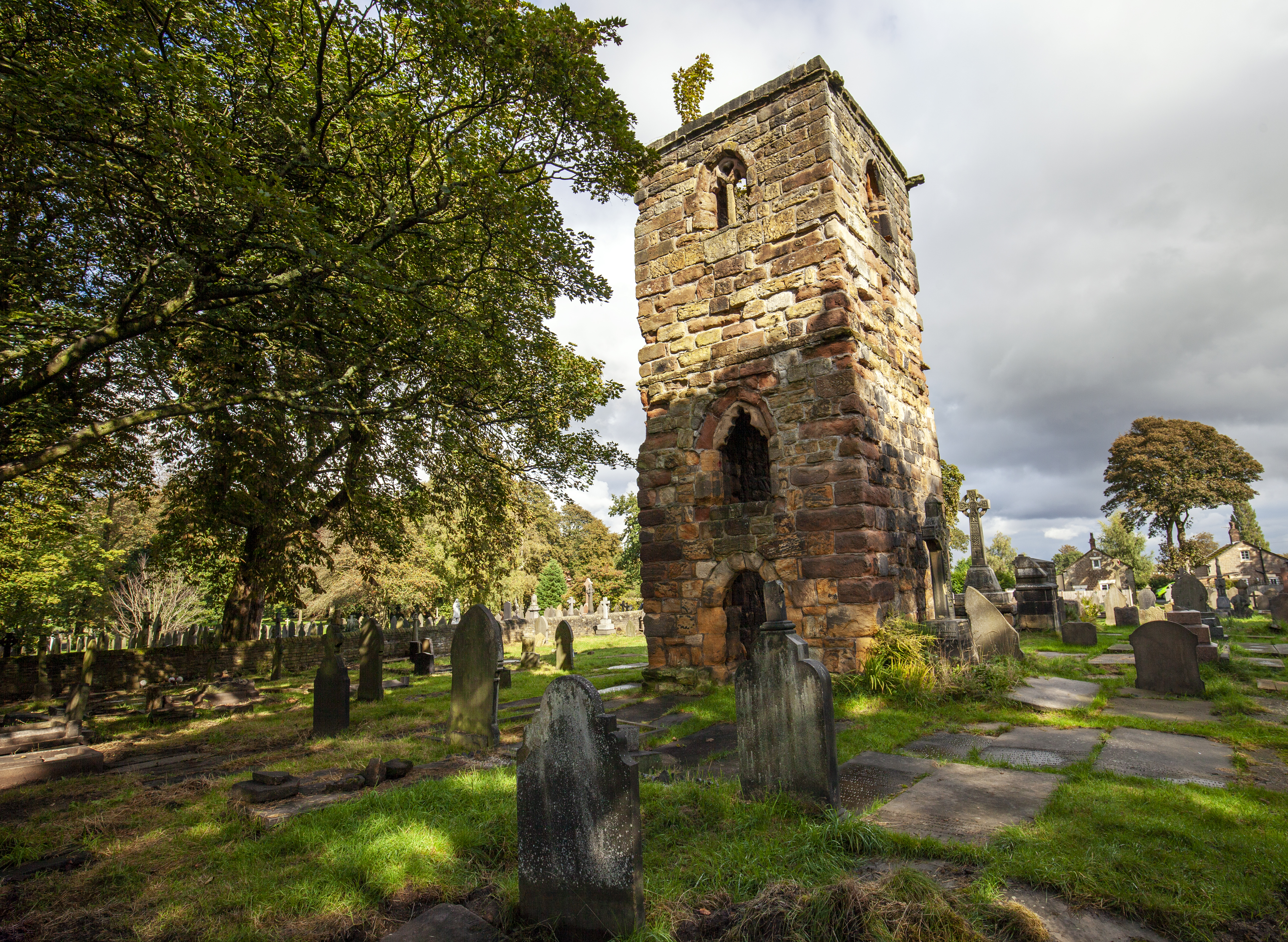
Руины Часовни Уиндлшоу на римско-католическом кладбище, 25 сентября 2019 года

Прежнее название могло быть — Аббатство Уиндлшоу, но развалины на кладбище никогда не были настоящим аббатством, как показывают его размеры. Основание постройки — 50 футов x 40 футов (высота — 14 футов, основание башни −12 х 12 футов и высота башни — 36 футов, толщина стен — 3½ фута. Материал постройки — песчаник, добытый поблизости в карьере Хард Лейн, Hard Lane.)

## История существования Часовни Уиндлшоу
В 1545 году королем Англии Генрихом VIII, который сделал Англию протестантской и боролся против католицизма, был издан «Указ о часовнях»(the Chantries Act), согласно которому проводилась перепись всех часовен, а также в 1547 году — ликвидация часовен, которые не могли себя содержать. Согласно переписи, в 1558 году в Англии насчитывалось 2374 часовни. На Востоке Англии было больше монастырей, а на Западе — часовен. Люди верили, что мессы уберегут их от греха и в загробной жизни ускорят перемещение в рай после горения в аду за грехи.
Создатель Часовни Уиндлшоу Сэр Томас Джерард скончался в 1416 году в возрасте 56 лет, видимо, он предугадал свою кончину, и строительство часовни для месс обещало ему мирное упокоение и царствие божие. В конце концов владение поместьем Виндл перешло к другому Сэру Томасу Джерарду (1520—1601), который женился на Элизабет Порт из Этвола, графство Дербишир (Elizabeth Port of Etwall, Derbyshire). Он был заключен в тюрьму Тауэр (англ. Tower) в Лондоне за попытку помочь королеве Шотландской Мэри (Mary Queen of Scots) убежать на остров Мэн из замка Татбери (Tutbury Castle), расположенного неподалеку. Томасу пришлось продать имущество, чтобы выкупить свободу. В дальнейшем сын королевы Мэри, король Джеймс I, в благодарность за оказанную помощь его матери, даровал баронство сыну Сэра Томаса, следующему Томасу Джерарду, и освободил от ежегодного налога в 1000 фунтов: «в честь благодарности вашей крови…».
В начале 1600-х годов, католиков можно было хоронить не на протестантской земле, а только на католических кладбищах. Земля вокруг Часовни Уиндлшоу использовалась для тайных ночных захоронений. В 1985 году Общество Истории Фамилий города Сент-Хеленс (The St Helens Family History Society) опубликовало данные: «Как место захоронения католических священников старинное кладбище вокруг Часовни Уиндлшоу является уникальным, более чем 60 католических священников похоронены здесь, это больше чем где-либо в Англии на таком небольшом кладбище». Один из них — епископ Томас Пенсвик (Bishop Thomas Penswick), викарий Северных земель в 1831—1836 годах и его брат, Отец Джон Пенсвик, последний выживший священник из иезуитской школы Дуэ во Франции (Douai), построивший в 1828 году церковь Святой Марии в Биршлей (St Mary’s Birchley). В 1547 году на трон взошел 10-летний Эдуард VI, сын Генриха VIII, страна находилась под управлением регента, кардинала Томаса Кранмера.

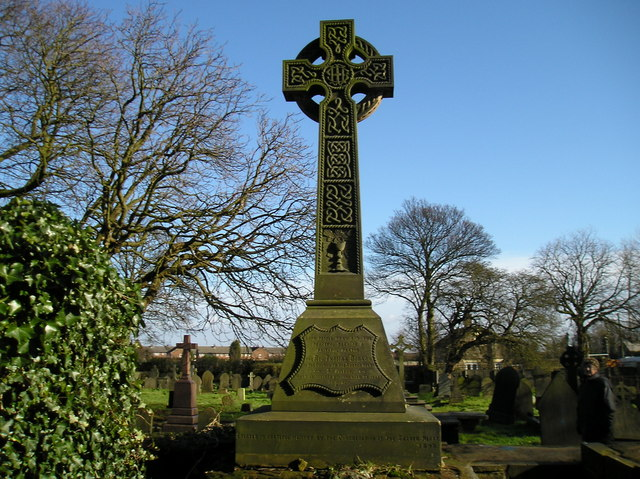
Мемориальный крест Святейшего Сердца. Воздвигнут на территории древнего Уиндлшоу-Чантри, посвященного памяти священнослужителей из церкви Сент-Хеленс.

В 1548 году посланник регента приехал в Часовню Уиндлшоу с целью её оценки, он отметил, что часовня была создана Сером Томасом Джерардом и не наложил санкций на слишком маленькую часовню, а, напротив, местному священнику Ричарду Фродшэму (Richard Frodsham) было положено ежегодное жалованье в 4 фунта 16 шиллингов с выплатами дважды в год с тем, чтобы проводил мессы в часовне Уиндлшоу.Так и продолжалось до самой смерти священника Фродшема, но после вновь начались гонения на католических священников ярой протестанткой королевой Елизаветой I, и у священника Фродшема явно не было приемника, часовня Уиндлшоу оказалась заброшена.
К югу от часовни находятся остатки старого городского креста, который когда-то стоял на рыночной площади возле места приходской церкви. Его часть была уничтожена в 1600-х годах пуританскими иконоборцами, поэтому влиятельные католические помещики, которых было много, перенесли его в его нынешнее место. Рядом с одной из лож и в окружении ржавых железных перил находится фамильный склеп Джерарда.

## Упадок Часовни
Часовня начала приходить в упадок в 1644 году, когда парламентские войска под командованием генерала Фэрфакса сняли свинец с крыши, чтобы сделать мушкетные шары и пушечные выстрелы на пути к осаде Латом-Холла.
Дальнейший вандализм произошел в нынешнем столетии.

## Часовня сейчас
В 2008 году, во время торжества Всех Святых, приходской священник отец Том Гэйдж совершил мессу в часовне — первую за почти 600 лет. Месса была повторена в Пасхальный понедельник 2009 года, а затем снова в Пасхальный понедельник 2010 и 2011 годов.
Есть надежда, что общество «Английское наследие» получит грант, который позволит провести некоторые реставрационные работы над Часовней.

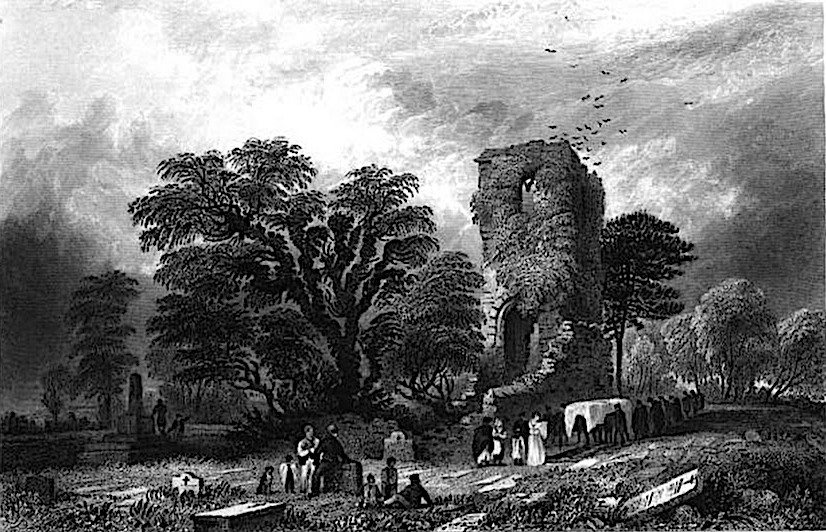
Изображение Уиндлшоу из книги «Fisher’s Drawing Room Scrap Book», 1835